# アーザル・カイヴァーン
アーザル・カイヴァーン（Āẕar Kayvān）は、16-17世紀のゾロアスター教の聖職者である。1529年から1533年のいずれかの年にパールス地方イスタフルで生まれ、1570年前後にアクバル・シャーの宗教改革に魅力を感じてムガル帝国に移住し、パトナで道場を開いて弟子たちを集めた（#生涯）。アーザル・カイヴァーンと弟子たちの思想はゾロアスター教におけるスーフィズムであり、照明学派（イシュラーキー）とも呼ばれる（#思想）。

## 生涯
「アーザル・カイヴァーン」という名前は「炎の土星」を意味し、ゾロアスター教徒名としてもイスラーム教徒名としても珍しい。おそらくは尊号（ラカブ）である。
アーザル・カイヴァーンの生涯について、詳細なことはわかっておらず、知られていることのほとんどは、その弟子たちが書いた聖典からの引用である。アーザル・カイヴァーン学派の聖典の一つ、『ダサーティール』によれば、アーザル・カイヴァーンは、カヨーマルト王や英雄フェリドゥーンの末裔であるアーザル・ガシャースブ（Azar Gashasb）の息子である。そして「古代イランの預言者らによる預言」によると、カヨーマルト王は大いなる預言の周期が開始されたまさにその時点に現れた人物であり、始祖なるアダムその人に他ならない、とされる。また、アーザル・カイヴァーンの母の名前はシーリーンといい、公正なるホスロー・アノーシルヴァーンの末裔である、とされる。
アーザル・カイヴァーン学派の聖典の一つ、『ダベスターネ・マザーヒブ』によると、アーザル・カイヴァーンは幼い頃から瞑想にふける生涯を送る兆しがあった。眠っているときに見た夢や白昼に幻視した夢の中で、古代イランの賢人たちに会い、さまざまなことを教わったため、マドラサでは何を聞かれても並外れた答えを返した。そのため「諸学を修めた者」（ズル・ウルーム）というあだ名を得た、とされる。
『ダサーティール』や『ダベスターネ・マザーヒブ』などの複数の聖典をつき合わせて検討してみると、彼は最初、パールス地方のイスタフルにいて、そこで30年から40年の間、弟子たちと共に修行していた。1570年ごろ、ムガル朝のアクバル・シャーの宗教改革に魅力を感じてエスタフルからパトナへと移住した。その後、85歳前後で、同地にて没した。

## 思想
アンリ・コルバンによると、アーザル・カイヴァーンの思想は、サファヴィー朝下のイスファハーンで勃興した哲学復興運動を担ったシーア派神秘思想家に影響を与えた（イスファハーン学派）。『ダベスターネ・マザーヒブ』の著者に小ファルザーネ・バフラーム（Farzāna Bahrām “Junior”）という人物が直接語ったところによると、バハーウッディーン・アーミリーは、アーザル・カイヴァーンに偶然出会ったとき、その出会いが非常に実り多いものであったため、自分が弟子の一員であるかのように感じたという。ミール・フェンデレスキーもアーザル・カイヴァーンの影響を受けた一人であって、サンスクリット語で書かれたヨーガに関する文献のペルシア語への翻訳に取り組んだ。
アクバル・シャーに感銘を与え、シャーよりナヴサーリーにパールスィー（ゾロアスター教徒）のための領地を得たダシュトゥール・メヘルジ・ラナが、アーザル・カイヴァーンの弟子であるという説もある。

## 発展資料
- Modi, Jamshid Jivanji Jamshedji (1932). "Dastur Azar Kayvan with his Zoroastrian High Priests in Patna in the 16th and 17th centuries," Journal of the K.R. Cama Oriental Institute (20): 1-85.
- Tavakoli-Targhi, Mohamad (1996). "Contested Memories: Narrative Structures and Allegorical Meanings of Iran's Pre-Islamic History," Iranian Studies 29: 1-2, 149-175.
- 『アーザル・カイヴァーン学派研究 第1巻: 中世イラン・インド思想史』青木健,刀水書房
- Dabestan-i-Mazahib or School of Religious Doctrines